# Romero Games
Pour les articles homonymes, voir Romero.
Romero Games Ltd. est un studio de développement de jeux vidéo indépendant qui a été créé le 11 août 2015 par John Romero et Brenda Romero et est situé à Galway, en Irlande. Il s'agit du neuvième studio de jeux que Romero a établi dans sa carrière.

## Histoire
Après son départ d'Ion Storm en juillet 2001, John Romero a travaillé pour établir Monkeystone Games en 2001 avec Tom Hall avant de partir pour aider à établir Gazillion Entertainment en 2005. Le couple Romero a travaillé sur Ravenwood Fair, avec John Romero en tant que Lead Designer et Brenda en tant que Creative Director et Game Designer. Ils ont également fondé la société de développement de jeux sociaux Loot Drop en novembre 2010 et ont travaillé ensemble sur Cloudforest Expedition et Ghost Recon Commander. Ils ont déménagé en Irlande et ensemble, ils ont créé Romero Games Ltd. le 11 août 2015.[réf. nécessaire]
Le premier jeu du studio était le remaster HD du jeu Dangerous Dave in the Deserted Pirate's Hideout qui ajoutait de nouveaux graphismes et de la musique au jeu de plateforme classique qu'il avait conçu et publié en 1990, mais qui était sorti également sur mobile plus récemment. Le deuxième jeu du studio, Gunman Taco Truck, est sorti le 28 janvier 2017 sur Steam (Windows et Mac) et pour les appareils iPhone et Android.
Le studio a annoncé en mars 2017 que plusieurs développeurs de jeux indépendants de premier plan avaient rejoint l'équipe de Romero Games pour travailler sur un nouveau titre non annoncé. Empire of Sin, un jeu de rôle se déroulant à l'époque de la Prohibition, a été révélé à l'E3 2019. Le jeu est sorti le 1er décembre 2020 avec des "critiques mitigées ou moyennes" de la part des critiques, selon l'agrégateur de critiques Metacritic.
Le 19 juillet 2022, Romero Games a annoncé que le studio commençait à travailler sur une nouvelle IP AAA FPS originale avec Unreal Engine 5. Ce projet est annulé le 2 juillet 2025, à la suite de l'arrêt du financement par Microsoft, qui a effectué des licenciements et l'arrêt de projets la veille,.

## Jeux développés
| Titre                                              | Année |
| -------------------------------------------------- | ----- |
| Dangerous Dave in the Deserted Pirate's Hideout HD | 2015  |
| Gunman Taco Truck                                  | 2017  |
| SIGIL                                              | 2019  |
| Empire of Sin                                      | 2020  |
| SIGIL 2                                            | NC    |